# Homalodisca excludens
Homalodisca excludens är en insektsart som först beskrevs av Walker 1858.  Homalodisca excludens ingår i släktet Homalodisca och familjen dvärgstritar.
Artens utbredningsområde är Venezuela. Inga underarter finns listade i Catalogue of Life.